# Krzysztof Charamsa
Krzysztof Olaf Charamsa (* 5. srpna 1972 Gdyně) je suspendovaný polský katolický kněz, bývalý druhý sekretář Mezinárodní teologické komise působící při Kongregaci pro nauku víry ve Vatikánu, teolog a básník. Specializuje se na systematickou teologii, fundamentální teologii a metodologii teologie.

## Život
V roce 1997 byl vysvěcen na kněze. V letech 1991–1993 studoval v semináři v Pelplinu, následně na teologické fakultě v Luganu (v letech 1993–1997) a na Papežské univerzitě Gregoriana v Římě, kde v roce 2002 získal doktorát. Od roku 2004 do roku 2015 přednášel teologii na Papežském ateneu Regina Apostolorum a od roku 2009 do roku 2015 také na Papežské univerzitě Gregoriana. V roce 2008 získal čestný titul kaplan Jeho Svatosti. Od roku 2011 do roku 2015 byl druhým sekretářem Mezinárodní teologické komise.
Během tiskové konference, kterou svolal 2. října 2015, udělal veřejný coming out své homosexuality a oznámil, že žije s partnerem. Mluvčí Vatikánu Federico Lombardi reagoval prohlášením, že v souvislosti s tím se Charamsa bude muset zříct svých funkcí v teologické komisi a na papežských vysokých školách.

## Dílo

### Odborné publikace
- L’immutabilità di Dio, Editrice Gregoriana, Roma 2002
- Davvero Dio soffre? La Tradizione e l’insegnamento di San Tommaso, Edizioni Studio Domenicano, Bologna 2003 (ISBN 88-7094-485-9)
- Il Rosario – una scuola di preghiera contemplativa, Libreria Editrice Vaticana, Città del Vaticano 2003 (ISBN 88-209-7435-5)
- Percorsi di formazione sacerdotale, Libreria Editrice Vaticana, Città del Vaticano 2005, con G. Borgonovo (ISBN 88-209-7694-3)
- Eucaristia e libertà, Libreria Editrice Vaticana, Città del Vaticano 2006, con G. Borgonovo (ISBN 88-209-7838-5)
- La voce della fede cristiana. Introduzione al Cristianesimo di Joseph Ratzinger – Benedetto XVI, 40 anni dopo, ART, Roma 2009, con N. Capizzi (ISBN 978-88-89174-89-0)
- Abitare la Parola, Editrice Rogate, Roma 2011 (ISBN 978-88-8075-402-2)
- Virtù e vocazione, Editrice Rogate, Roma 2014 (ISBN 978-88-8075-426-8)
- La prima pietra. Io, prete gay, e la mia ribellione all’ipocrisia della Chiesa, Rizzoli, Milano 2016 (ISBN 978-88-1709-021-6)

### Poezie
- Przyczynki do wiary człowieka współczesnego. Słowa urwane. Medytacje, Bernardinum, Pelplin 2004 (ISBN 83-7380-188-X)
- 2.04.2005. Zapiski rzymskiej podróży Kościoła, Bernardinum, Pelplin 2006 (ISBN 83-7380-348-3)
- Radości adwentu. Medytacje na czas oczekiwania, Bernardinum, Pelplin 2007 (ISBN 978-83-7380-528-6)
- Cierpienie dla zbawienia, Bernardinum, Pelplin 2008 (ISBN 978-83-7380-576-7)